# Ernest Orts Peláez
Ernest Orts Peláez també conegut com a Ernie Orts (Vila-real, 1978) és un saxofonista valencià, compositor i professor de música. Orts va fer estudis al Conservatori Municipal de Música de Barcelona, al Taller de Músics i al CNR de Perpinyà. Des del 1999, ensenya saxòfon al Conservatori de Sabadell. Es considera un dels músics que ha contribuït al desenvolupament i difusió del jazz a la província de Castelló. El saxofonista és, així, un músic habitual de festivals de jazz locals com Avui Jazz o Real Jazz, festivals que compten, en la seva programació, amb les millors bandes de jazz del País Valencià.
Orts presenta un jazz modern que està entre el jazz fusió, el jazz llatí, el swing i el funky. L'abril del 2015 va inaugurar la tercera edició de l'Andorra Sax Fest amb el seu Electric Quartet. Des de finals dels 90 ha enregistrat diversos projectes discogràfics en col·laboració amb altres músics. El 2010 va compondre la peça per a saxòfon solo About Coltrane. Com a solista, al capdavant del seu grup Ernie Orts Quartet, ha publicat els àlbums Aluap - EP (2003), Aluap (2014) i Wait Walking (2014).